# Gersonidész
Lévi ben Gerson (héberül: לוי בן גרשום, latinul: Gersonides, Leo Hebraeus, Leo de Balneolis, magyarosan Gersonidész), rövidített nevén RaLBaG (Rabbi Levi Ben Gerson, héberül: רלב"ג), (Bagnols-sur-Cèze, 1288 – Perpignan, 1344. április 28.) Maimonidész után a legnagyobbnak tartott középkori zsidó vallásfilozófus.

## Élete
Bagnols-ban született 1288-ban, de élete munkásságát Orange, Perpignan és Avignon városaiban fejtette ki. Foglalkozása szerint orvos volt, és több új gyógyszert készített el. Emellett foglalkozott biblia- és talmudmagyarázattal, csillagászattal, matematikával és filozófiával. Feltalált egy csillagászati műszert, amely segítségével a csillagos eget pontosabban lehetett megfigyelni. Erről a találmányáról egy költeményt is írt.
Korának több írójához hasonlóan ő is foglalkozott asztrológiával, és – mint kiderült, tévesen – 1358-ra számította ki a Messiás érkezését. Asztronómiáról írt értekezését, illetve a csillagászati találmányát bemutató írását még Gersonidész életében, 1342-ben VI. Kelemen pápa – akit a szerző talán személyen is gyógyított – latin nyelvre fordíttatta. Saját népe körében azonban nem volt népszerű mélyreható filozófiai vizsgálódásai miatt, fő művét, Az Úr harcait Istentelen harc gúnycímen tartották számon. Gersonidész 1344-ben hunyt el.

## Művei
Filozófiai érdeklődése Bibliakommentárjainál (írta 1326 és 1338 között) is meglátszik, célja a filozófia és a bibliai tanítások összeegyeztetése. A kommentárokból erkölcsi tanítás-sorozatot állított össze a nem zsidó etikai nézetek kiszorítására. Nyelvezete egyszerű és rideg, mert véleménye szerint a stílusművészet szándékos homálykeltésre vagy eszmeszegénységre mutat.
Külön művet írt a szillogizmusokról, melyben a logika tudományos szempontjait mutatja be, és 13 logikai szabály keretében vizsgálat tárgyává teszi a műben a Talmudot is. Hangot adott a korabeli német-francia talmudtudósok gondolataival való elégedetlenségének. Filozófiai rendszerét az 1316–1329 között megírt Milchámót Adonáj ('Az Úr harcai') című művében fejtette ki. A könyv 6 részből áll. 
- Az elsőben a lélek halhatatlanságával foglalkozik. Az Arisztotelész-kommentárokon keresztül magyarázgatja, hogy az úgynevezett anyagi, a cselekvő és a szerzett értelem (núsz hülikosz, poietikosz, epiktétosz) fogalmát. Felveti a kérdést, hogy a magában mulandó állapotú anyagi értelem szerzett értelemmé változtatva, vagyis entelekhiája által örökkévalóvá válik-e? Rámutat, hogy a szerzett értelem nem más, mint az anyagi értelemnek a cselekvő értelem által előidézett entelekhiája. Mivel azonban az emberi értelem nem az érzékelhető dolgok anyagi formáit veszi magába, hanem a cselekvő értelemben létező formákat, következik, hogy a szerzett értelem örök: ugyanis, amit gondol, az abszolút szellem érzéki keveredés nélkül. Gersonidész teóriáját midrás-bizonyítékokkal próbálja megtámogatni, és kiemeli, hogy vélekedése nincs ellentmondásban a hagyományos zsidó nézetekkel.[2]
- A második részben a próféciákról ír. Megállapítja a jóslás és az álom közti különbséget. Maimonidész nézetein (Móré II. 32-48) túlmenve Avicennát és Plutarkhoszt (De Iside et Osiride 77., De genio Socratis 20., De defectu oraculum 50.) követi. Amíg Maimonidész csak lélektani, Gersonidész metafizikai oldalról is megvizsgálja a kérdést. Úgy látja, hogy a cselekvő értelem – amely minden létezésnek és tudásnak forrása – szüli a prófécia képességét: mértéke ezért az ember szellemi kiválóságától függ. Gersonidész szerint bizonyos esetekben tudományos oldalról is keletkezhet prófétai intuíció, mert az észszerűség ellene, de a tapasztalat mellette szól. Ha a prófétaság általában nemigen tanulható, azért a prófétának szükséges műveltnek lennie. Jövendőmondó lehet egy gyermek vagy egy bolond is, mert a jövendölésnél csak a fantázia működik, amely a közlést nem a cselekvő értelemtől, hanem a szféramozgatóktól kapja – következésképpen tévedésre hajlamos és korlátozott körű.[2]
- A harmadik rész tárgya Isten mindentudása. Gersonidész szerint Isten tudása annyi, mint önmagának tudása, megismerése. Tudatába van helyezve a tőle származó egyetemes világrendf. Az pedig, hogy tudása nem terjed ki a partikulariákra, nem fogyatkozás, ugyanis a reális elemeket önmagából, minden realitás forrásából ismeri meg.[2]
- A negyedik rész tárgya a gondviselés. Itt azzal indul el az elmélkedés, hogy mivel Isten tudása nem vonatkozik a partikuláriákra, azt lehetne hinni, hogy speciális providencia sincs. Tény ugyanis, hogy a providencia csak a faj egészével törődik, és minél tökéletesebb egy faj, annál gondosabb providenciát élvez. (Azaz a magasabb rendű többet az alacsonyabb rendűnél.) Az emberi fajnál azt a különleges állapotot lehet észlelni, ami az állatfajoknál hiányzik: egyedei között is tökéletességbeli különbség áll fenn az erkölcsi és a szellemi fokozatok végtelen sorozatának köszönhetően. Aszerint, ahogy egy-egy ember közelebb áll fenn a cselekvő értelemhez, illetve Istenhez, úgy élvezi nagyobb mértékben a providenciát, tudniillik a speciális gondviselést. Ez pedig nem testi fölényben, hanem a jó és rossz fokozottabb megismerésében nyilvánul meg úgy, hogy az ember jobban gondoskodhat a konstellációk hatásának ellensúlyozásáról – vagy éppen elősegítéséről. Bár a gondviselés egyetemesen öleli át az emberi fajt, a providencia mértékét azonban az egyes emberek individualitása szabja meg. Gersonidész sok bibliai és talmudi helyet hoz összefüggésbe fejtegetéseivel, különösen Jób könyvét emeli ki a többi közül.[2]
- Az ötödik rész az égi testekről szól. Gersonidész az égi testek ismeretét tekinti a filozófiai megismerés lényegének és végcéljának. Az arab arisztotelizmus alapján tárgyalja az attributumokat és definiálja Istent. Filozófiájának megértésére nézve a rész csillagászati és fizikai oldala nem bír különösebb fontossággal.[2]
- A hatodik rész a világteremtéssel foglalkozik. Gersonidész rámutat arra, hogy a világ a relatív semmiből, az örök hüléből (lat. hyle, 'ősanyag') keletkezett – ez a kijelentés azonban nincs ellentmondásban a vallással, mert a Biblia csak a teremtettséget tanúsítja. Gersonidész minden létező ellenvetést felsorakoztat, majd cáfol. A csodákat – melyek okozójának ugyancsak a fentebb említett cselekvő értelmet tartja – gondviselés-teóriája alapján magyarázza. Szerinte minél tökéletesebb az ember, annál nagyobb része van a providenciákban, egy bizonyos foknál pedig már csodák által is védelmezve lehet. Azonban az ilyen csoda nem lehet tartós, mert a természeti törvények is jól működnek. Csak különleges esetekben, célszerűség esetén korrigáltatnak egy-egy csoda által. A csoda után visszaáll a természet rendje.[2]

Gersonidész pentateuchos-kommentárja is tele van filozófiai gondolatokkal. Ezeket elsősorban Maimonidésztől vette át. Elfogadja Maimonidész alapgondolatátː a Tóra mindenhol metafizikai igazságokat és erkölcsi tanításokat hirdet. A halacha megokolásában Maimonidész követve gyakran eltér a Talmudi versek bizonyításaitól. Helyettük egész logikai rendszert,. módszertani szabályokat szerkeszt az Arisztotelész-féle topuszok (héb. mekómót) mintájára, amelyekkel indokolja a mózesi törvényeket. Olykor azonban Maimonidésztől tér el, mutatva a Talmud anyagában való jártasságát. Gersonidész tervezett egy Talmud-kommentárt is, azonban ez nem valósult meg.